# Ilha Visokoi

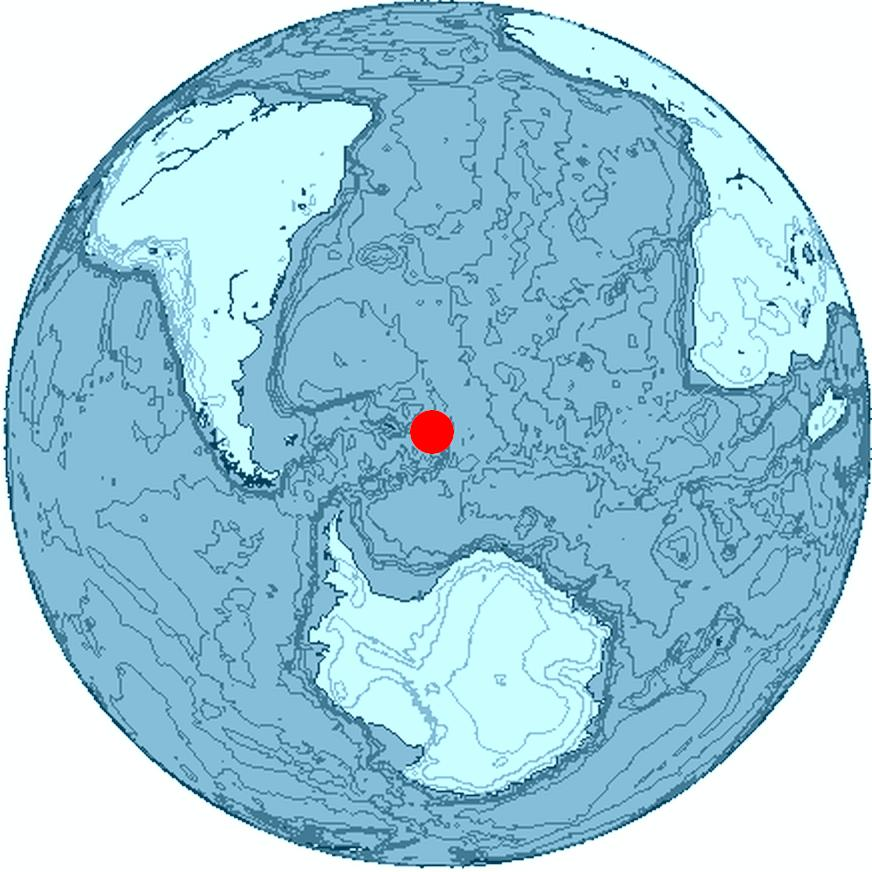
Localização da ilha Visokoi

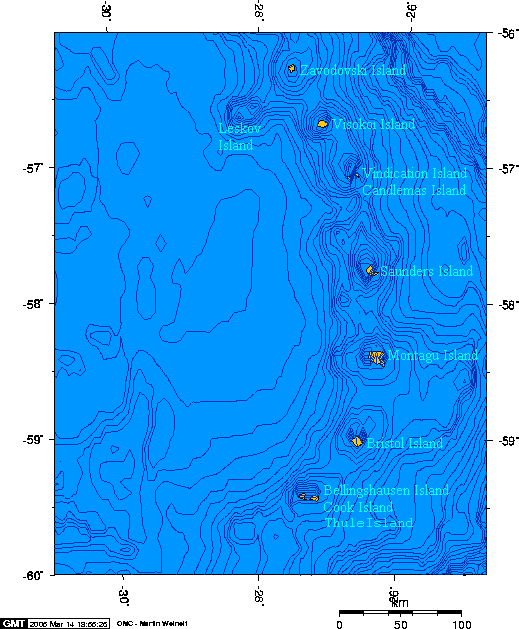
Ilhas Sandwich do Sul

A Ilha Visokoi (56° 42′ S, 27° 12′ O) é uma ilha inabitada pertencente ao grupo das Ilhas Traversay, pertencente ao arquipélago das Ilhas Sandwich do Sul. Foi descoberta em 1819 por uma expedição russa comandada pelo capitão Fabian Gottlieb Thaddeus von Bellingshausen, que deu à ilha o nome de Visokoi (alta), devido a sua evidente altura.
Com 7,2 km de comprimento por 4,8 km de largura, a ilha é dominada pelo Monte Hodson, um estratovulcão, que possui um cume 915 m acima do nível do mar.